# アンドリュー・ローソン

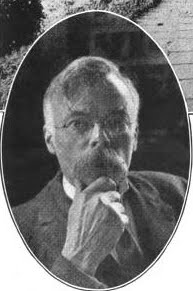
アンドリュー・クーパー・ローソン

アンドリュー・クーパー・ローソン（Andrew Cowper Lawson、1861年7月25日 - 1952年6月16日）は、スコットランド生まれの地質学者。

## 経歴
スコットランドのAnstrutherに生まれた。6歳のとき、家族とカナダのオンタリオ州ハミルトンに移住した。
トロント大学で学び、在学中からカナダ地質調査所で働いた。1888年でジョンズ・ホプキンス大学で博士号を得た。1890年にカナダ地質調査所をやめ、バンクーバーのconsultant geologistを務め、同年カリフォルニア大学バークレー校の助教授となり、1892年教授となり、1928年までその職にあった。1930年代にはゴールデンゲートブリッジの建設に対して、地質学的な助言を行った。
1895年にアメリカ合衆国太平洋岸のカリフォルニア州のサンアンドレアス断層の存在を確認した。1906年のサンフランシスコ地震の後、1908年にローソン報告書を発表した。
1938年にアメリカ地質学会からペンローズ・メダルを受賞し、鉱物Lawsoniteに命名された。